# Timbres du Canada sous Édouard VII (1901-1910)

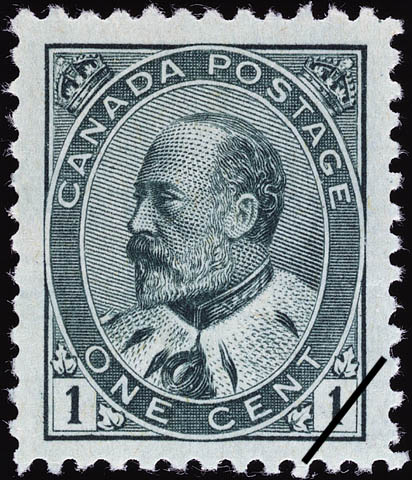
Timbre-poste canadien à l'effigie du roi Édouard VII, émis en 1903.

Les timbres du Canada sous Édouard VII 